# Burton Cummings
Burton Lorne Cummings (Winnipeg, 31 dicembre 1947) è un cantautore e musicista canadese.

## Carriera
Cummings è stato il tastierista e cantante del gruppo rock canadese The Guess Who, in cui ha militato per circa 10 anni, dal 1965 al 1975. Ha scritto, coscritto e cantato molti brani famosi della band, tra cui American Woman, Star Baby, New Mother Nature e These Eyes. Da solista, a partire dal 1975, ha pubblicato diversi dischi che sono stati certificati platino o multiplatino dalla CRIA. Nel 2000 si è riunito con i The Guess Who per un tour. Ha realizzato alcuni album collaborativi con Randy Bachman. Nel 2008, a distanza di 18 anni dal precedente, ha pubblicato un nuovo album solista. Nel 2009 è stato nominato ufficiale dell'Ordine del Canada. È inserito nella Canada's Walk of Fame.

## Discografia solista
- 1976 - Burton Cummings
- 1977 - My Own Way to Rock
- 1978 - Dream of a Child
- 1980 - Woman Love
- 1980 - The Best of Burton Cummings
- 1981 - Sweet Sweet
- 1984 - Heart
- 1990 - Plus Signs
- 1994 - The Burton Cummings Collection
- 1996 - Up Close and Alone
- 2008 - Above the Ground